# 阿根廷人列表
阿根廷人按职业分类，可以从以下各列表中查询。
- 阿根廷总统列表
- 阿根廷艺术家列表（英语：List of Argentine artists）
- 阿根廷演员列表（英语：List of Argentine actors）
- 阿根廷作家列表（英语：List of Argentine writers）
  - 阿根廷小说家列表（英语：List of Argentine novelists）
- 阿根廷建筑家列表（英语：List of Argentine architects）
- 阿根廷画家列表（英语：List of Argentine painters）
- 阿根廷作曲家列表（英语：List of Argentine composers）
- 阿根廷哲学家列表（英语：List of Argentine philosophers）
- 阿根廷雕刻家列表（英语：List of Argentine sculptors）
- 阿根廷电影导演列表（英语：List of Argentine film directors）

|  | 本条目是人物相关列表索引。 |